# Ora e allora
Ora e allora è un singolo del cantautore italiano Luciano Ligabue, il primo estratto dall'album dal vivo Campovolo 2.011 e pubblicato il 21 novembre 2011.

## Descrizione
Scritto e composto dallo stesso Ligabue, il brano è una ballata rock il cui testo è stato descritto come «una riflessione sul passare del tempo tra presente e passato». Il brano era stato originariamente scritto per essere incluso in Arrivederci, mostro!, album pubblicato nel 2010, ma fu poi scartato dal disco stesso.

## Video musicale
Il videoclip ufficiale del brano, diretto da Marco Salom, è stato registrato sulla pista di atterraggio dell'aeroporto di Reggio Emilia, che il 16 luglio 2011 ha ospitato il concerto Campovolo 2.0, registrato ed in seguito pubblicato sull'album Campovolo 2.011. Nel video sono presenti alcuni spezzoni tratti non solo dal film Ligabue Campovolo - Il film 3D, ma anche da alcuni video live di concerti tenuti in passato dal cantautore, ovvero: Un anno con Elvis, Ligabue a San Siro: il meglio del concerto e Sette notti in Arena.

## Tracce
1. Ora e allora – 4:18 (Luciano Ligabue)

## Formazione
- Luciano Ligabue – voce, chitarra
- Luciano Luisi – pianoforte
- Chris Manning – registrazione, missaggio
- Kaveh Rastegar – basso
- Corrado Rustici – produzione artistica, chitarra, tastiera, beats, trattamenti sonori e arrangiamento strumenti ad arco
- Solis String Quartet – strumenti ad arco
- Michael Urbano – batteria

## Classifiche
| Classifica (2011) | Posizione massima |
| ----------------- | ----------------- |
| Italia            | 7                 |